# Бертрам Гайнріх
Бертрам Гайнріх (нім. Bertram Heinrich; 29 березня 1894, Шарлоттенберг — 31 серпня 1918) — німецький льотчик-ас, лейтенант-цур-зее кайзерліхмаріне.

## Біографія
Учасник Першої світової війни. Служив у німецькій військово-морській авіації у складі 1-ї морської польової винищувальної ескадрильї та літав на винищувачах Albatros D.III та D.V, а пізніше — на Fokker D.VII. Гайнріх був поранений у бою 22 березня 1918 року і здійснив вимушену посадку біля Фліссегема. Того дня німецького льотчика збив флайт-коммандер A. M. Шук із 4-ї морської ескадрильї, що літав на Camel В6300. Гайнріх незабаром одужав і влітку 1918 року йому надали офіцерське звання, але 31 серпня, керуючи Fokker D.VII, загинув у бою.
Всього за час бойових дій здобув 15 перемог.